# Suresnes
Suresnes – gmina we Francji, w regionie Île-de-France, w departamencie Hauts-de-Seine. Przez miejscowość przepływa Sekwana.

Położenie Suresnes w ramach aglomeracji paryskiej

## Demografia
Według danych na rok 2012 miasto liczyło 47 263 mieszkańców, a gęstość zaludnienia wynosiła 12 470 osoby/km².

## Historia

### Tradycje winiarskie
Już w czasach galorzymskich uprawiano winorośl na stokach Mont Valérien. W Suresnes produkowano wino nieprzerwanie aż do poł. XX w. Dzięki inicjatywie władz miasta powrócono do tej tradycji w ostatnich latach. Obecnie uprawia się winorośl i produkuje białe wino w winnicy Clos du Pas Saint Maurice. Wino z Suresnes powstaje z winogron ze szczepu chardonnay, zbieranych ręcznie z uprawy naturalnej. Co roku w Suresnes w pierwszy weekend października ma miejsce święto winobrania, któremu towarzyszy festiwal teatru ulicznego. W 2011 w uroczystościach i festiwalu wzięło udział ponad 30 tys. widzów.

## Transport
W mieście znajduje się stacja kolejowa Gare de Suresnes – Mont Valérien.

## Oświata i nauka
W Suresnes znajduje się Narodowy Instytut Edukacji Młodzieży Niepełnosprawnej podległy Ministerstwu Edukacji (fr. Institut national supérieur pour l’éducation des jeunes handicapés et les enseignements adaptés – INS HEA). W mieście znajduje się kampus SKEMA Business School.

## Miasta partnerskie
- Colmenar Viejo, Hiszpania
- Powiat Getynga, Niemcy
- Hackney, Wielka Brytania
- Hannoversch Münden, Niemcy
- Holon, Izrael
- Kragujevac, Serbia
- Villach, Austria